# Dwaine Board
(en) Statistiques sur pro-football-reference
Dwaine P. Board, né le 29 novembre 1956 à Rocky Mount, Virginie est un joueur et entraîneur américain de football américain ayant évolué au poste de defensive end dans la National Football League (NFL) entre 1979 et 1988. Il remporte trois Super Bowls (XVI, XIX, XXIII) avec les 49ers de San Francisco en tant que joueur et un quatrième en tant qu'entraîneur (XXIX).
Sélectionné au cinquième tour de la draft 1979 de la NFL par les Steelers de Pittsburgh, il est relâché avant le début de la saison 1979 et recruté par les 49ers de San Francisco. Pendant dix saisons aux 49ers, il réalise 45 sacks et recouvre 9 fumbles.
Le 25 mars 2015, il est recruté en tant qu'assistant de la ligne offensive pour les Seahawks de Seattle.